# Storthyngurella spinosa
Storthyngurella spinosa là một loài chân đều trong họ Munnopsidae. Loài này được Beddard miêu tả khoa học năm 1885.